# ميخائيل بلاتشفورد
ميخائيل بلاتشفورد (بالإنجليزية: Michael Blatchford)‏ هو دراج أمريكي، ولد في 29 يناير 1986 في سايبريس في الولايات المتحدة.

## وصلات خارجية
- ميخائيل بلاتشفورد على موقع الاتحاد الدولي للدراجات (الإنجليزية)
- ميخائيل بلاتشفورد على موقع أرشيف الدراجات (الإنجليزية)
- ميخائيل بلاتشفورد على موقع اللجنة الأولمبية الدولية (الإنجليزية)
- ميخائيل بلاتشفورد على موقع أوليمبيديا (الإنجليزية)
- ميخائيل بلاتشفورد على موقع اللجنة الأولمبية والبارالمبية الأمريكية (الإنجليزية)